# أندرو مكغاهان
أندرو مكغاهان (بالإنجليزية: Andrew McGahan)‏‏ (10 أكتوبر 1966 في دالبي - 1 فبراير 2019 في ملبورن) روائي، وكاتب، وكاتب سيناريو من أستراليا.

## روابط خارجية
- أندرو مكغاهان على موقع IMDb (الإنجليزية)
- أندرو مكغاهان على موقع قاعدة بيانات الفيلم (الإنجليزية)